# Il bar del sud
Il bar del sud (Bar du sud) è un film del 1938 diretto da Henri Fescourt.

## Produzione
Il film fu prodotto dalla Films Claude de Bayser.

## Distribuzione
Distribuito dalla Compagnie Française de Distribution de Films (CFDF), il film uscì nelle sale cinematografiche francesi il 23 marzo 1938 con il titolo originale Bar du sud. In Italia, dove uscì nel 1939, è conosciuto come Il bar del sud, mentre in Finlandia, distribuito in sala il 26 settembre 1939, ha il titolo Hänen miehensä liikeasiat. In Belgio, oltre a quello originale francese, venne usato il titolo fiammingo, Opstand in Algiers. Internazionalmente, viene usato l'inglese Southern Bar.